# 米原綱寛
米原 綱寛（よねはら つなひろ）は、戦国時代から江戸時代初期にかけての武将。尼子氏の家臣。尼子氏家中での立場は御手廻衆。禄は備中国17,500石。尼子十旗の一つ高瀬城主。

## 出自
米原氏は、佐々木六角氏の流れを汲み、14代当主・六角定頼の甥である六角治綱が養子となり近江国米原郷を領し、米原氏を称したのが始まりとされている。また、三善湯原氏の一族から派生したと伝わる。近江では「よねばら」でなく「まいばら」と読む。

## 経歴
米原氏居城である高瀬城は、出雲国原手郡の平野部を領し、東には大西氏居城大西城、揖斐伊川上流の三刀屋城・三沢城、揖斐伊川下流にある鳶ヶ巣城・平田手崎城等の城と共に、尼子十旗として名を連ねる強固な城であった。綱寛は幼くして眉目秀麗であり、主君・尼子晴久に寵愛されており、幼少から晴久の側近として重用されていたという。天文9年（1540年）には安芸国の毛利氏攻め（吉田郡山城の戦い）に参加している。
ところが、永禄3年（1560年）に晴久が急死し、これにより勢力を衰退させた尼子氏は尼子義久の時には逆に毛利氏の侵攻を受けるようになる。永禄5年（1562年）、高瀬城主となった綱寛は、出雲侵攻を開始した毛利氏へと下っている。永禄8年（1565年）の月山富田城攻め（月山富田城の戦い）には、小早川隆景に属している。綱寛は使者として立原久綱と交渉している。
永禄9年（1569年）、尼子新宮党出身の尼子勝久を擁する尼子再興軍が挙兵。北九州を巡って毛利氏と対決していた豊後国の大友宗麟は綱寛に「勝久を援助せよ」と密使を使わし、毛利元就は再興軍討伐の為に綱寛を出雲へ帰国させている。これに対し綱寛は居城である高瀬城へと籠城し再興軍に参加した。
元亀元年（1570年）、布部山の戦いに敗走。綱寛は高瀬城にて籠城したまま抵抗した。翌年、吉川元春に対し開城、新山城へと逃亡した。その後、綱寛は剃髪して可春斎と号して隠居している。
子・綱俊は津和野藩士となった。また、他の子孫が名字を前原に変えて長州藩に仕えた。この系統から前原一誠が出る。
また、一族の中には知井宮郷に移り、子孫として現在も続く家がある。

## その他
永禄5年6月18日の毛利元就・隆元が連署した文書には「伯州之儀日野本城之事…雲州在番中井平三兵衛尉・米原平内罷退候」とあり、毛利氏に西伯耆尼子方の日野衆が寝返った為、亀井山城に在番していた中井綱家・米原綱寛が、亀井山城から退却したことを指している。
自身はもちろん、配下にも剛勇の者が多かったと伝えられ、高瀬城籠城戦の際は城外にも出撃して、宍道湖の湖上や平田城の周辺で毛利勢と激しく戦い、毛利軍に前線基地の狼山城を一時放棄させるほどの頑強な抵抗ぶりを見せている。